# Сельцо (Ростовский район)
Сельцо́  — село в Ростовском районе Ярославской области. Расположено на противоположном от города Ростова берегу озера Неро.

## История
Сельцо – селение казённых крестьян, находившееся при озере Неро и колодцах, на самой границе Сулостской волости, в 5 верстах от Ростова. Село Сельцо входило в Угодичскую волость и являлось центром Селецкого сельского общества.

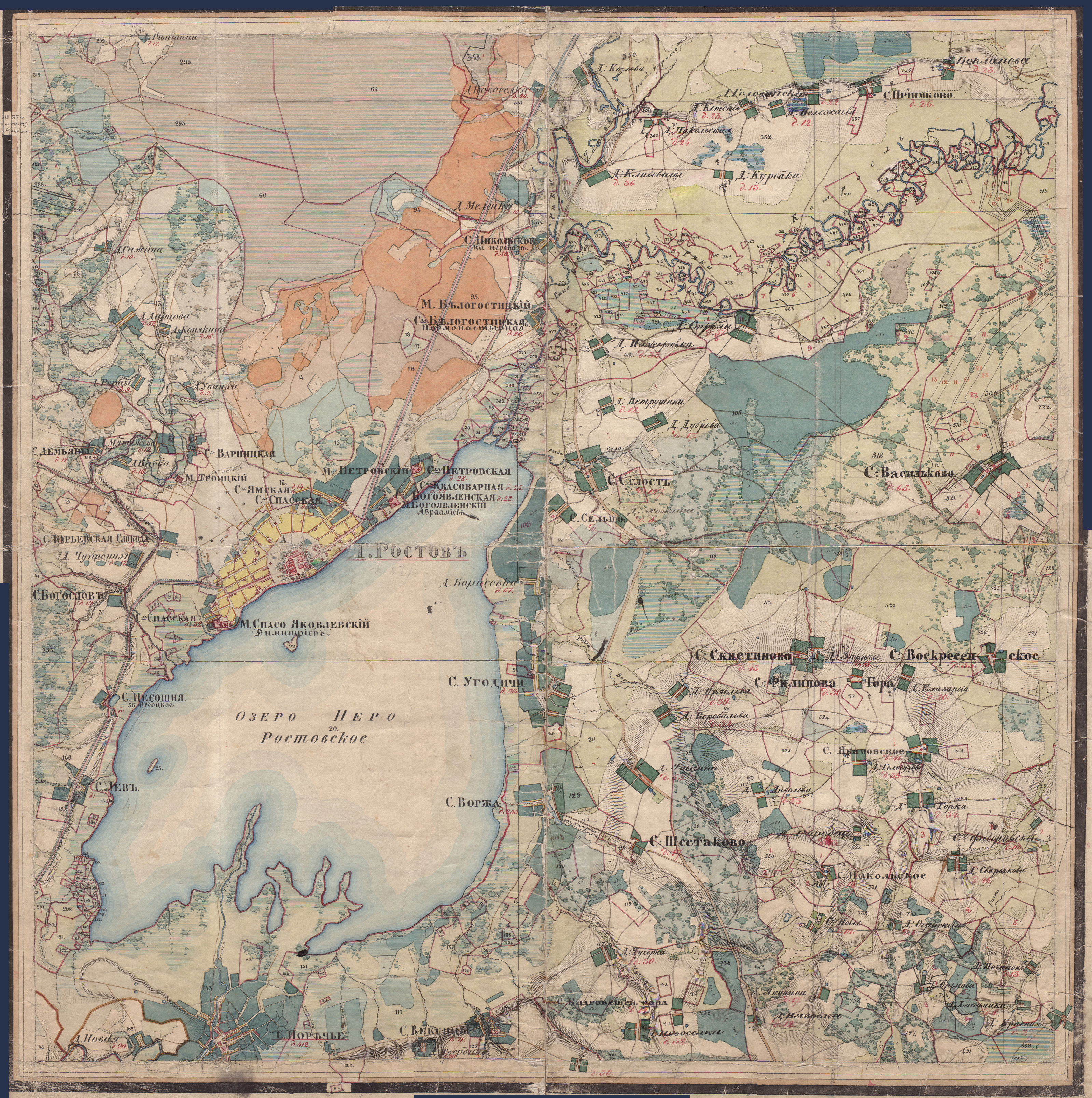
Село Сельцо и окрестности озера Неро, из «Атласа Менде Ярославской губернии» 1858 года

В XV веке село принадлежало ростовскому князю Василью Александровичу. Его сын, Семен Васильевич, передал Сельцо Ростовскому Спасо-Яковлевскому монастырю. До этого Сельцо было подарено ростовскому епископу Иакову (ум. 1394) ростовским князем Андреем Фёдоровичем.
В 1832 году приход местной церкви состоял из 77 дворов, в которых проживало 263 лица мужского и 288 лиц женского пола, итого – 551 человек . В 1885 году в селе насчитывалось 55 дворов, 137 ревизских душ и 177 наделов.

### Церковь
В селе Сельцо существовала церковь во имя Святителя и Чудотворца Николая Мирликийского (ныне разрушена и не функционирует). Каменная церковь была построена на средства прихожан в 1800 году. Это был пятиглавый храм с колокольней. При храме имелось три придела: Святителя Николая, Пресвятой Богородицы и Преподобного Авраамия, Ростовского Чудотворца. Пашенной, усадебной, сенокосной и другой земли при церкви насчитывалось 42 десятины и 1048 квадратных саженей.
Чудотворных и особо чтимых икон в данной церкви не было, так же как и старинных рукописей и книг; из старинных сосудов к концу XIX века сохранился лишь один оловянный ковчег; но когда и кем он был устроен, неизвестно.
Приход Никольской церкви села Сельцо состоял из двух селений: села Сельцо непосредственно и близлежащей деревни Борисовской.
Церковь в Сельце существовала с давних времён. Ещё Иван Грозный в 1550 году пожертвовал это селение вместе с деревней Борисовской Ростовскому Андреевскому монастырю. А в конце XVIII века в селе было уже две церкви: Никольская, в честь Святителя и Чудотворца Николая Мирликийского, и Успенская, в честь Успения Божией Матери. Никольская церковь сгорела 2 июня 1790 года, по итогам расследования, по неизвестной причине: «...А загорелась по утру в отдачу ночных часов после совершения заутрени и свечи перед образами были все погашены...».  Вторая,  Успенская, церковь была построена и освящена в 1779 году;  метрические же книги имелись при церкви с 1781 года. Просуществовала она до 1810 года и была разобрана по ветхости, а материал её был употреблен на устройство деревянного забора вокруг построенной заново в 1800 году каменной Никольской церкви.
В селе Сельцо было два крестных хода: 21 мая, установленный по случаю пожара 1850 года, истребившего почти все село, и 23 июня, по случаю холеры 1848 года. В деревне Борисовской крестные ходы были установлены 26 июня, по случаю падежа скота 1863 года, и 5 июля, по случаю холеры 1848 года.

## Население
| 1859 | 1914 | 2007 | 2010 |
| ---- | ---- | ---- | ---- |
| 323  | ↗405 | ↘83  | ↘70  |